# 松平信礼
松平 信礼（まつだいら のぶうや / のぶいや）は、三河吉田藩第2代藩主。松平伊豆守系大河内松平家6代。

## 生涯
元文2年（1737年）8月11日、初代藩主松平信復の次男（実質長男）として江戸で生まれる。寛保元年（1741年）11月1日に信礼と名乗る。信復は正室を持たなかったため、長子である信礼が嫡男とされ、寛延4年（1751年）1月15日に将軍家重に御目見した。以後、父の吉田在城中は名代として公務を勤めた。宝暦元年（1751年）12月18日、従五位下・甲斐守に叙任される。宝暦12年（1762年）6月27日、駿河田中藩主本多正珍の養女・芳姫を娶る。
明和5年（1768年）9月、国元にいた信復の病状悪化の知らせを受け、看病のため初めて吉田へ向かった。この時、父の死を挟んで10日間在城したが、信礼にとってのお国入りはこれが最初で最後であった。11月16日に家督を相続し、翌17日に伊豆守と改めた。
明和6年（1769年）6月15日、藩主として初めての帰国を許されるが、眩暈により旅行が困難であることを理由に3度にわたって延期願を出し、そうこうするうちに10月11日に奏者番に任ぜられたことで帰国の件はなくなった。生来病弱であった信礼は、明和7年（1770年）1月の将軍紅葉山参詣の際に御鏡餅役は務めたものの、5月下旬以降は病床に臥して全く登城できず、6月16日に死去した。享年34。

## 人物
学問は父信復と同様に三浦竹渓に師事した。武芸にも励み、特に射撃の腕前がよかったという。古楽についてもまた父と同様に興味を持っており、楽書数十巻を購入した。

## 系譜
父母
- 松平信復（父）
- 蘭、岸田氏、国香院（母） - 側室

正室
- 芳姫（瑞泉院） - 本多正珍の養女、黒田直純の娘

子女
- 松平信明（長男） 生母は芳姫
- 杉浦正直（次男） 生母は芳姫
- 娘
- 静（秋田倩季室）
- 五百
- 禎（加納久堅の養女、加納久周室）
- 鶴年（松浦清室）
- 品（黒田直英室）
- 喜鶴（永井直進室）